# 무영탑 (1970년 영화)
"무영탑"(無影塔)은 1970년 공개된 대한민국의 영화이다.

## 배역
- 신영균
- 김지미
- 윤연경
- 윤양하
- 이낙훈
- 오현경
- 김동원
- 한은진
- 최남현
- 안인숙
- 이철
- 송미남
- 전영주
- 고설봉
- 장혁
- 지방열
- 임해림
- 임운학
- 김기범
- 나일
- 박병기